# Blågälad solabborre
Blågälad solabborre (Lepomis macrochirus) är en sötvattensfisk i familjen solabborrfiskar, som är vanligt förekommande i stora delar av Nordamerika.

## Utseende
En fisk med hög, från sidorna sammantryckt kropp. Ryggen är olivfärgad till brun med blågröna sidor som neråt övergår i brunorange till skärt och på buken gulvitt. Huvudet är blåaktigt, med ett gulaktigt bröst som övergår till kopparfärg hos hanen under parningstiden. Fenorna är olivfärgade och gällocket är vanligtvis svart, ibland med en metalliskt blå framkant. Huvudet är kort med en liten mun, medan ryggfenan är lång och består av en taggstrålig och en mjukstrålig, sammanväxt del. Den mjuksträliga, bakre delen är avrundad och har en svag svart fläck på bakkanten. Även bröstfenorna är långa och spetsiga. Stjärtfenan är svagt urgröpt och rundad. Arten kan bli 41 cm lång och väga upptill 2,15 kg.

## Utbredning
Den blågälade solabborren fanns ursprungligen i centrala och östra Nordamerika från Québec till norra Mexiko, men har sedan introducerats i områden som Hawaii, Afrika, Asien, Sydamerika och Europa.

## Ekologi
Den blågälade solabborren lever i sjöar, dammar och långsamma vattendrag, gärna med klippbotten. I Hawaii förekommer den främst i vattenreservoarer. Den föredrar varmt vatten med en temperatur från 18 till 21 C och med skydd i form av växtlighet och  trädstockar. Den lever normalt på tämligen grunt vatten, men när temperaturen stiger under sommaren drar den sig ner på större djup. Främsta aktivitetsperioderna är gryning och kväll under vilka de vuxna fiskarna fångar snäckor, små kräftor, insekter, maskar och småfisk, medan ungarna tar mycket små kräftdjur, insekter och maskar. Vattenväxter ingår också i dieten för både vuxna och ungar. Födan tas framför allt från bottnen.

### Livslängd
Den blågälade solabborren lever normalt i 4 till 6 år i det fria, men kan uppnå 8 till 11 år i fångenskap.

### Fortplantning
Arten blir könsmogen vid 1 till 2 års ålder. Den leker under sen vår till tidig sommar, när vattentemperaturen når över 18 C Lokalt kan den leka vid ännu lägre temperaturer. Hanarna gräver ut grunda bon i sand- eller grusbottnar på grunt vatten (under 1 m) i form av kolonier, som kan rymma mellan 20 och 50 andra hanar. När hanen är färdig med sitt bo, lockar han på en hona genom att avge grymtande ljud. Paret simmar sedan i cirklar över boet, innan de avger sperma respektive ägg. Äggen kläcks efter 3 till 7 dagar, och efter ytterligare omkring 3 dagar lämnar ynglen boet. Under denna tid vaktas de av hanen. Arten är promiskuös; hanen kan befrukta flera honors ägg, och en hona kan besöka flera hanars bon. Under en lekperiod kan en hona avge omkring 50 000 ägg.

## Betydelse för människan
Arten anses som en god matfisk och är populär bland sportfiskare. Den kan konkurrera med andra bottenlevande fiskar om födan, och kan därför uppfattas som ett skadedjur i vissa områden.
Beståndet hotas i viss mån av vattenförorening och av intensivt fiske. Hela populationen anses vara stabil. IUCN listar arten som livskraftig (LC).